# Cebrio sefrensis
Cebrio sefrensis là một loài bọ cánh cứng trong họ Cebrionidae. Loài này được Chobaut miêu tả khoa học năm 1896.